# Tobakstjärnen (Malå socken, Lappland)
Tobakstjärnen är en sjö i Malå kommun i Lappland och ingår i Umeälvens huvudavrinningsområde.